# Distrito electoral B (Nebraska)
El distrito electoral B (en inglés: Precinct B) es un distrito electoral ubicado en el condado de Seward en el estado estadounidense de Nebraska. En el Censo de 2010 tenía una población de 420 habitantes y una densidad poblacional de 4,52 personas por km².

## Geografía
El distrito electoral B se encuentra ubicado en las coordenadas 41°0′28″N 97°4′20″O / 41.00778, -97.07222. Según la Oficina del Censo de los Estados Unidos, el distrito electoral B tiene una superficie total de 92.95 km², de la cual 92.27 km² corresponden a tierra firme y (0.74%) 0.68 km² es agua.

## Demografía
Según el censo de 2010, había 420 personas residiendo en el distrito electoral B. La densidad de población era de 4,52 hab./km². De los 420 habitantes, el distrito electoral B estaba compuesto por el 99.29% blancos, el 0.24% eran asiáticos, el 0.24% eran de otras razas y el 0.24% pertenecían a dos o más razas. Del total de la población el 1.67% eran hispanos o latinos de cualquier raza.